# Кеннебанк (Мэн)
Кеннебанк (англ. Kennebunk) — таун в штате Мэн, округ Йорк. По подсчётам бюро переписи населения, в 2000 году население муниципалитета составляло 10 476 человек.

## География
Согласно бюро переписи населения США, общая площадь тауна — 92 км², из которых: 90,9 км² — земля и 1,1 км² (1,18 %) — вода.

## Население
Согласно переписи населения в 2000 году, в тауне проживали 10 476 человек, было 4 229 домашних хозяйств и 2 901 семья. Плотность населения составляла 115,3 человек на км². Количество жилых построек составило 4 985 со средней плотностью 54,9 на км². Разделение на расы составило: 98,04 % белых, 0,18 % афроамериканцев, 0,11 % американских индейцев, 0,85 % азиатов, 0,01 % выходцы из Океании, 0,18 % другие расы, и 0,62 % смешанные из двух или более рас. 0,51 % населения составили латино.
Из 4 229 домашних хозяйств, 33,2 % имели детей в возрасте до 18 лет, 56,9 % были женаты и жили вместе, 9,1 % имели женщину без мужа как главу хозяйства и 31,4 % не имели родства. 26,7 % домашних хозяйств состояли из одного человека и 13,8 % состояли из одного человека в возрасте 65 лет или старше. Средний размер домашнего хозяйства составил 2,44 человек, средний размер семьи 2,97 человек.
Построение по возрасту составило: 25,6 % моложе 18 лет, 4,2 % с 18 до 24 лет, 27,3 % с 25 до 44 лет, 25,8 % с 45 до 64, 17,2 % 65 лет или старше. Средний возраст был 41 год. На каждые 100 женщин имелось 87,2 мужчин. На каждые 100 женщин в возрасте 18 лет и старше имелось 82,1 мужчин.
Средний доход на домашнее хозяйство составлял $50 914 в год, средний доход на семью $59 712. Мужчины имели средний доход $42 417, женщины $25 788. Средний годовой доход на душу населения города составил $26 181. Около 2,9 % семей и 4,2 % населения были за чертой бедности, из них 3,3 % в возрасте до 18 лет и 3,5 % 65 лет и старше.